# 小站经验
小站经验是中国天津市南郊区（现名津南区）小站镇开展四清运动的经验。 和桃园经验、白银经验一起成为四清运动三大典型样板。
1964年3月，陈伯达来小站蹲点，经过斗争，揪出了三个“反革命集团”。陈伯达倒台后，1971年7月至1972年4月，中共天津市委派出调查组，初步平反了在四清中被迫害的群众，基本否定了小站经验。1978年4月，天津市委和南郊区委再次派出调查组。1983年6月，天津市委向中共中央呈报了复查报告，7月8日中共中央同意并转发。该报告彻底平反了三个“反革命集团”。